# Open 13 2020
Open 13 Provence 2020 byl profesionální tenisový turnaj pořádaný jako součást mužského okruhu ATP Tour, který se odehrával v hale Palais des Sports na krytých dvorcích s tvrdým povrchem. Probíhal mezi 17. až 23. únorem 2020 v jihofrancouzském Marseille jako dvacátý osmý ročník turnaje.
Turnaj s rozpočtem 769 670 eur patřil do kategorie ATP Tour 250. Nejvýše nasazeným hráčem ve dvouhře se stal pátý hráč světa Daniil Medveděv z Ruska, který ve čtvrtfinále podlehl Francouzi Gillesi Simonovi. Jako poslední přímý účastník do hlavní singlové soutěže zasáhl 82. hráč žebříčku, Ital Stefano Travaglia .
Pátý singlový titul na okruhu ATP Tour vybojoval 21letý Řek Stefanos Tsitsipas, který tak na Open 13 trofej obhájil jako první hráč od Švéda Thomase Enqvista z roku 1998. Čtyřhru ovládla francouzsko-kanadská dvojice Nicolas Mahut a Vasek Pospisil, jejíž členové získali po triumfu na Rotterdam Open 2016 druhou společnou trofej. Mahut si z Marseille odvezl třetí turnajový vavřín.

## Rozdělení bodů a finančních odměn

### Rozdělení bodů
| Soutěž  | vítězové | finalisté | semifinalisté | čtvrtfinalisté | 16 v kole | 32 v kole | Q  | Q2 | Q1 |
| ------- | -------- | --------- | ------------- | -------------- | --------- | --------- | -- | -- | -- |
| dvouhra | 250      | 150       | 90            | 45             | 20        | 0         | 12 | 6  | 0  |
| čtyřhra | 250      | 150       | 90            | 45             | 0         | —         | —  | —  | —  |

### Finanční odměny
| Soutěž                              | vítězové  | finalisté | semifinalisté | čtvrtfinalisté | 16 v kole | 32 v kole | Q2      | Q1      |
| ----------------------------------- | --------- | --------- | ------------- | -------------- | --------- | --------- | ------- | ------- |
| dvouhra                             | 116 030 € | 64 225 €  | 36 165 €      | 20 575 €       | 11 805 €  | 6 900 €   | 3 375 € | 1 755 € |
| čtyřhra                             | 39 130 €  | 20 050 €  | 10 870 €      | 6 220 €        | 3 640 €   | —         | —       | —       |
| částka ve čtyřhře je uvedena na pár |           |           |               |                |           |           |         |         |

## Mužská dvouhra

### Nasazení
| Stát                          | Hráč                  | ATP | Nasazení |
| ----------------------------- | --------------------- | --- | -------- |
| Rusko                         | Daniil Medveděv       | 5.  | 1.       |
| Řecko                         | Stefanos Tsitsipas    | 6.  | 2.       |
| Belgie                        | David Goffin          | 10. | 3.       |
| Kanada                        | Denis Shapovalov      | 16. | 4.       |
| Rusko                         | Karen Chačanov        | 17. | 5.       |
| Francie                       | Benoît Paire          | 19. | 6.       |
| Kanada                        | Félix Auger-Aliassime | 21. | 7.       |
| Polsko                        | Hubert Hurkacz        | 29. | 8.       |
| Žebříček ATP k 10. únoru 2020 |                       |     |          |

### Jiné formy účasti
Následující hráči obdrželi divokou kartu do hlavní soutěže:
- Grégoire Barrère
- Antoine Hoang
- Harold Mayot

Následující hráč do hlavní soutěže pod žebříčkovou ochranou:
- Vasek Pospisil

Následující hráči postoupili z kvalifikace:
- Jegor Gerasimov
- Norbert Gombos
- Ilja Ivaška
- Dennis Novak

Následující hráč postoupil z kvalifikace jako tzv. šťastný poražený:
- Emil Ruusuvuori

### Odhlášení
před zahájením turnaje
- Pablo Carreño Busta → nahradil jej  Mikael Ymer
- Jérémy Chardy → nahradil jej  Pierre-Hugues Herbert
- Dan Evans → nahradil jej  Jannik Sinner
- Fabio Fognini → nahradil jej  Michail Kukuškin
- Filip Krajinović → nahradil jej  Emil Ruusuvuori
- João Sousa → nahradil jej  Stefano Travaglia
- Jo-Wilfried Tsonga → nahradil jej  Richard Gasquet

## Mužská čtyřhra

### Nasazení
| Stát                                                                                   | Hráč           | Stát       | Hráč                   | ATP | Nasazení |
| -------------------------------------------------------------------------------------- | -------------- | ---------- | ---------------------- | --- | -------- |
| Německo                                                                                | Kevin Krawietz | Německo    | Andreas Mies           | 23. | 1.       |
| Nizozemsko                                                                             | Wesley Koolhof | Chorvatsko | Nikola Mektić          | 36. | 2.       |
| Jižní Afrika                                                                           | Raven Klaasen  | Rakousko   | Oliver Marach          | 42. | 3.       |
| Rakousko                                                                               | Jürgen Melzer  | Francie    | Édouard Roger-Vasselin | 55. | 4.       |
| Žebříček ATP k 10. únoru 2020; číslo je součtem žebříčkového postavení obou členů páru |                |            |                        |     |          |

### Jiné formy účasti
Následující páry obdržely divokou kartu do hlavní soutěže:
- Arthur Cazaux /  Harold Mayot
- Petros Tsitsipas /  Stefanos Tsitsipas

## Přehled finále

### Mužská dvouhra
- Stefanos Tsitsipas vs.  Félix Auger-Aliassime, 6–3, 6–4

### Mužská čtyřhra
- Nicolas Mahut /  Vasek Pospisil vs.  Wesley Koolhof /  Nikola Mektić, 6–3, 6–4